# Centre d'Atenció Primària (Mollerussa)
El Centre d'Atenció Primària és un edifici de les darreres tendències de Mollerussa (Pla d'Urgell) inclòs a l'Inventari del Patrimoni Arquitectònic de Catalunya.

## Descripció
Equipament públic destinat a ús sanitari i assistencial. Es tracta d'un edifici lineal amb coberta inclinada a una vessant cap al carrer. La seva organització interna es desenvolupa a partir d'un vestíbul central, d'accés i comunicacions, que compartimenta l'edifici en dues ales destinades a consultes i serveis propis de la seva funció.
S'estructura en planta baixa i pis. La composició de la contribueix a marcar la linealitat del conjunt, utilitzant talls horitzontals i obertures puntuals. Altres elements constructius o recursos compositius accentuen més el sentit lineal del conjunt, com ara les reixes i el relleu de l'acabat de façana.